# آمیا مایلی
 آمیا مایلی (انگلیسی: Amia Miley؛ زادهٔ ۲۳ نوامبر ۱۹۹۰) یک بازیگر پورنوگرافی اهل ایالات متحده آمریکا است.